# Bages (Spanyolország)

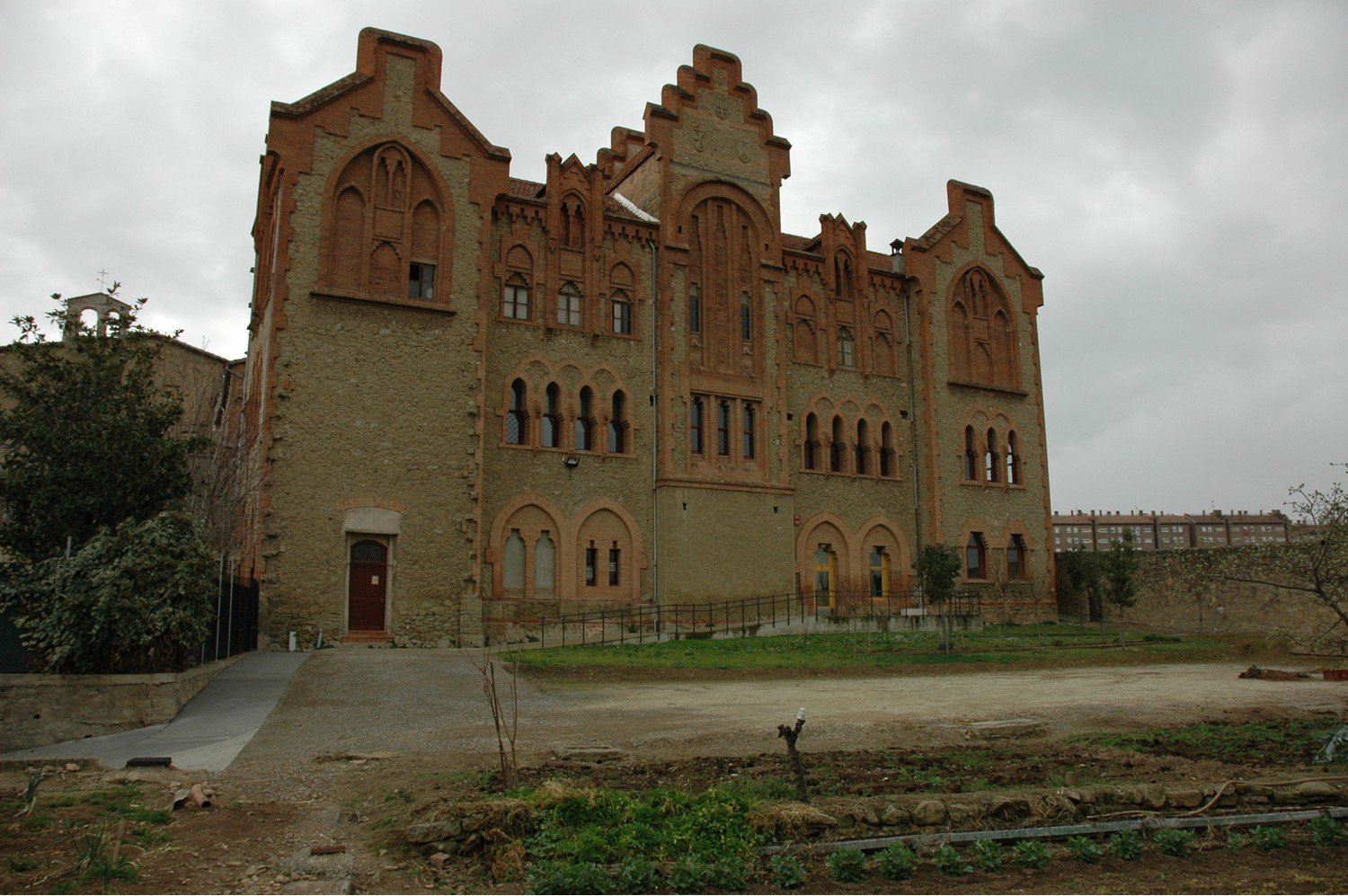
Manresa

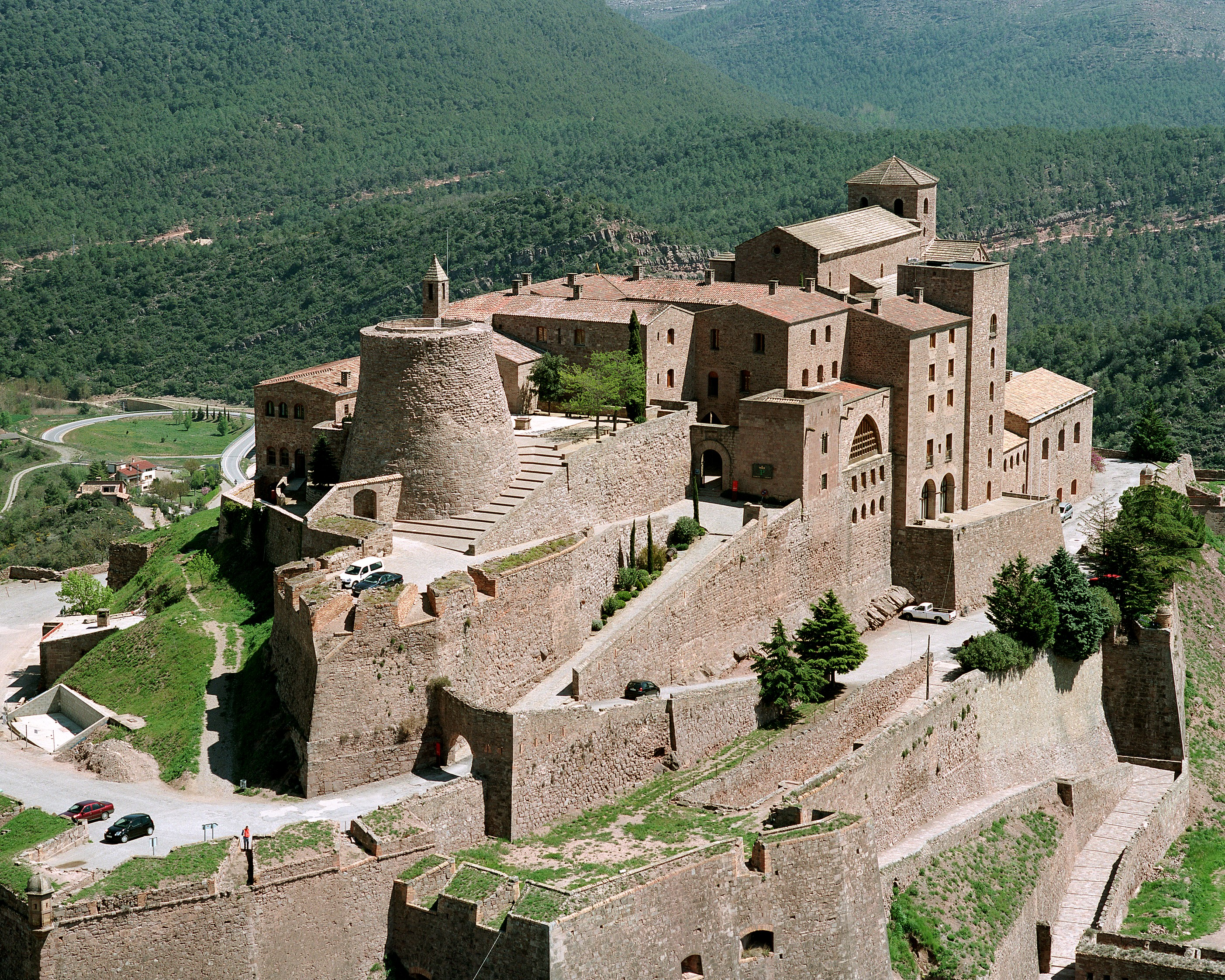
Cardona vára

Bages járás Katalóniában, Barcelona tartományban. Bages Anoia, Solsonès, Berguedà, Osona, Vallès Occidental, Moianès, Baix Llobregat és Lluçanès comarcákkal határos.

## Települések
- Aguilar de Segarra – 224
- Artés – 4 696
- Avinyó – 2 049
- Balsareny – 3 256
- Calders – 781
- Callús – 1 417
- Cardona – 5 312
- Castellbell i el Vilar – 3 080
- Castellfollit del Boix – 389
- Castellgalí – 1066
- Castellnou de Bages – 670
- L'Estany – 408
- Fonollosa – 1097
- Gaià – 155
- Manresa – 67 269
- Marganell – 245
- Moià –  5600
- Monistrol de Calders – 623
- Monistrol de Montserrat – 2559
- Mura – 225
- Navarcles – 5442
- Navàs – 5 629
- El Pont de Vilomara i Rocafort – 2 838
- Rajadell – 405
- Sallent de Llobregat – 7101
- Sant Feliu Sasserra – 649
- Sant Fruitós de Bages – 6 342
- Sant Joan de Vilatorrada – 9688
- Sant Mateu de Bages – 679
- Sant Salvador de Guardiola – 2 390
- Sant Vicenç de Castellet – 7 334
- Santa Maria d'Oló – 1 018
- Santpedor – 5610
- Súria – 6154
- Talamanca – 114

## Népesség
A járás népessége az elmúlt időszakban az alábbi módon változott:

| 2023 | 183 711 |
| 2024 | 185 973 |